# Arion wiktori
Arion wiktori is een slakkensoort uit de familie van de Arionidae. De wetenschappelijke naam van de soort is voor het eerst geldig gepubliceerd in 1990 door Parejo & Martin.